# Валентенко, Павел Александрович
Павел Александрович Валентенко (20 октября 1987 года, Нижнекамск, РСФСР, СССР) — российский хоккеист, защитник.

## Биография
Валентенко был выбран под общим 139-м номером на драфте НХЛ 2006 года командой «Монреаль Канадиенс». В 2007 году, после того как он пробился в основу «Нефтехимика», переехал в Северную Америку, в фарм-клуб «Канадиенс» «Гамильтон Булдогс». Он был признан лучшим новичком «Булдогс» в своём первом сезоне (2007—2008) и входил в расширенный список игроков «Монреаль Канадиенс» на плей-офф Кубка Стэнли 2008, в случае травм основных игроков заменявших их.
30 октября 2008 года было объявлено, что Валентенко ушёл из «Гамильтон Булдогс» и подписал контракт с московским «Динамо».
30 июня 2009 года Валентенко был обменян в «Нью-Йорк Рейнджерс» вместе с Крисом Хиггинсом, Дугом Яником и Райаном МакДонахом на Скотта Гомеса, Тома Пьятта и Майкла Бусто.
18 мая 2012 года появилась информация, что Павел Валентенко подписал двухлетний контракт с омским «Авангардом».
Начиная с сезона 2013—2014 КХЛ выступал за нижегородское «Торпедо». В сезоне 2014—2015 был избран капитаном команды.
20 мая 2016 года вернулся в «Югру», где уже выступал ранее.

### Карьера в сборной
Валентенко в составе молодёжной сборной России стал серебряным призёром молодёжного чемпионата мира 2007 в Швеции.

## Личная жизнь
Женился в 22 года. В 2012 родилась дочь. В апреле 2013 года, в возрасте 25 лет, в одной из московских больниц, от гриппа скончалась его супруга Екатерина. Был женат на Ксении.

## Статистика

### Клубная
| 2005-06     | Нефтехимик        | Суперлига   | 2   | 0  | 0  | 0  | 2   | —  | — | — | — | —  |
| 2006-07     | Нефтехимик        | Суперлига   | 50  | 0  | 2  | 2  | 64  | 4  | 0 | 0 | 0 | 2  |
| 2007-08     | Гамильтон Булдогс | АХЛ         | 57  | 1  | 15 | 16 | 58  | —  | — | — | — | —  |
| 2008-09     | Гамильтон Булдогс | АХЛ         | 4   | 0  | 2  | 2  | 2   | —  | — | — | — | —  |
| 2008-09     | Динамо Москва     | КХЛ         | 8   | 0  | 1  | 1  | 8   | 1  | 0 | 0 | 0 | 2  |
| 2009-10     | Динамо Москва     | КХЛ         | 7   | 0  | 0  | 0  | 2   | —  | — | — | — | —  |
| 2010-11     | Коннектикут Уэйл  | АХЛ         | 79  | 5  | 12 | 17 | 38  | 6  | 0 | 0 | 0 | 12 |
| 2011-12     | Коннектикут Уэйл  | АХЛ         | 60  | 5  | 16 | 21 | 53  | 9  | 0 | 3 | 3 | 6  |
| Всего в АХЛ | Всего в АХЛ       | Всего в АХЛ | 190 | 11 | 45 | 56 | 151 | 15 | 0 | 3 | 3 | 18 |

### Международная
| Год  | Сборная       | Турнир      | Место   |   | И | Г | П | О | Штр |
| ---- | ------------- | ----------- | ------- | - | - | - | - | - | --- |
| 2007 | Россия (мол.) | МЧМ (до 20) | Серебро | 6 | 2 | 1 | 3 | 6 |     |